# Pirodrilus pinguis
Pirodrilus pinguis är en ringmaskart som först beskrevs av Erséus 1983.  Pirodrilus pinguis ingår i släktet Pirodrilus och familjen glattmaskar. Inga underarter finns listade i Catalogue of Life.